# Kamenec (okres Rokycany)
Kamenec (německy Weißgrün) je obec v okrese Rokycany v Plzeňském kraji. Leží v údolí Radnického potoka necelé tři kilometry severně od Radnic a zhruba šestnáct kilometrů severně od Rokycan. Žije v ní 75 obyvatel.

## Historie
První písemná zmínka o obci pochází z roku 1838.

## Obyvatelstvo
| Rok            | 1869 | 1880 | 1890 | 1900 | 1910 | 1921 | 1930 | 1950 | 1961 | 1970 | 1980 | 1991 | 2001 | 2011 | 2021 |
| -------------- | ---- | ---- | ---- | ---- | ---- | ---- | ---- | ---- | ---- | ---- | ---- | ---- | ---- | ---- | ---- |
| Počet obyvatel | 420  | 415  | 381  | 326  | 270  | 272  | 233  | 150  | 145  | 91   | 66   | 47   | 53   | 60   | 66   |
| Počet domů     | 57   | 57   | 60   | 50   | 51   | 48   | 49   | 49   | 46   | 37   | 25   | 46   | 48   | 51   | 52   |

## Obecní správa
Mezi lety 1869–1930 Kamenec byl osadou obce Němčovice v okrese Hořovice (1869–1890) a později v okrese Rokycany. V letech 1950–1980 byl samostatnou obcí. Od 1. dubna 1980 do 23. listopadu 1990 patřil jako část města k Radnicím a od 24. listopadu 1990 je opět samostatnou obcí.

## Pamětihodnosti
Půl kilometru jižně od vesnice se na břehu Radnického potoka nachází přírodní památka Kamenec.

## Galerie

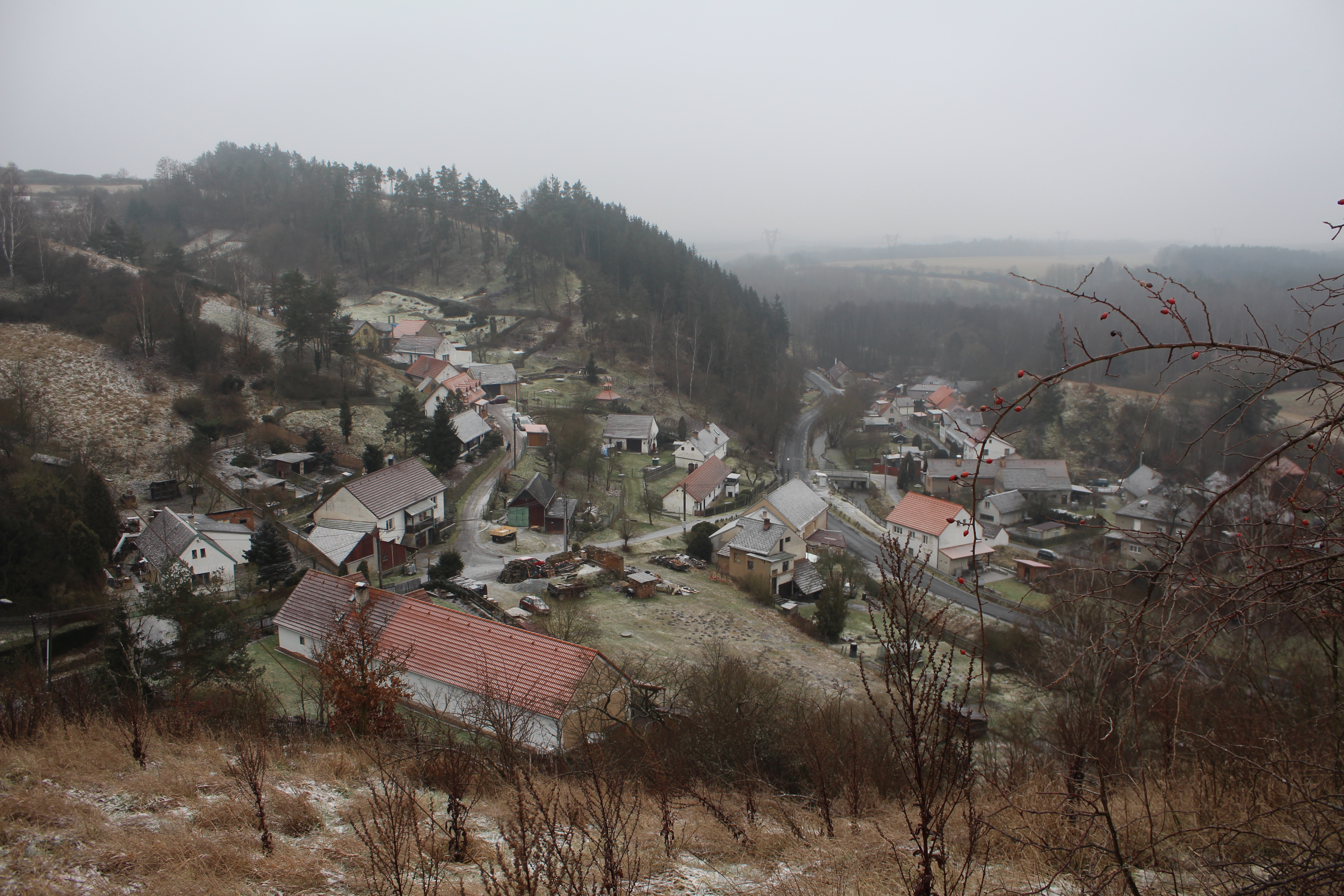
Obec Kamenec
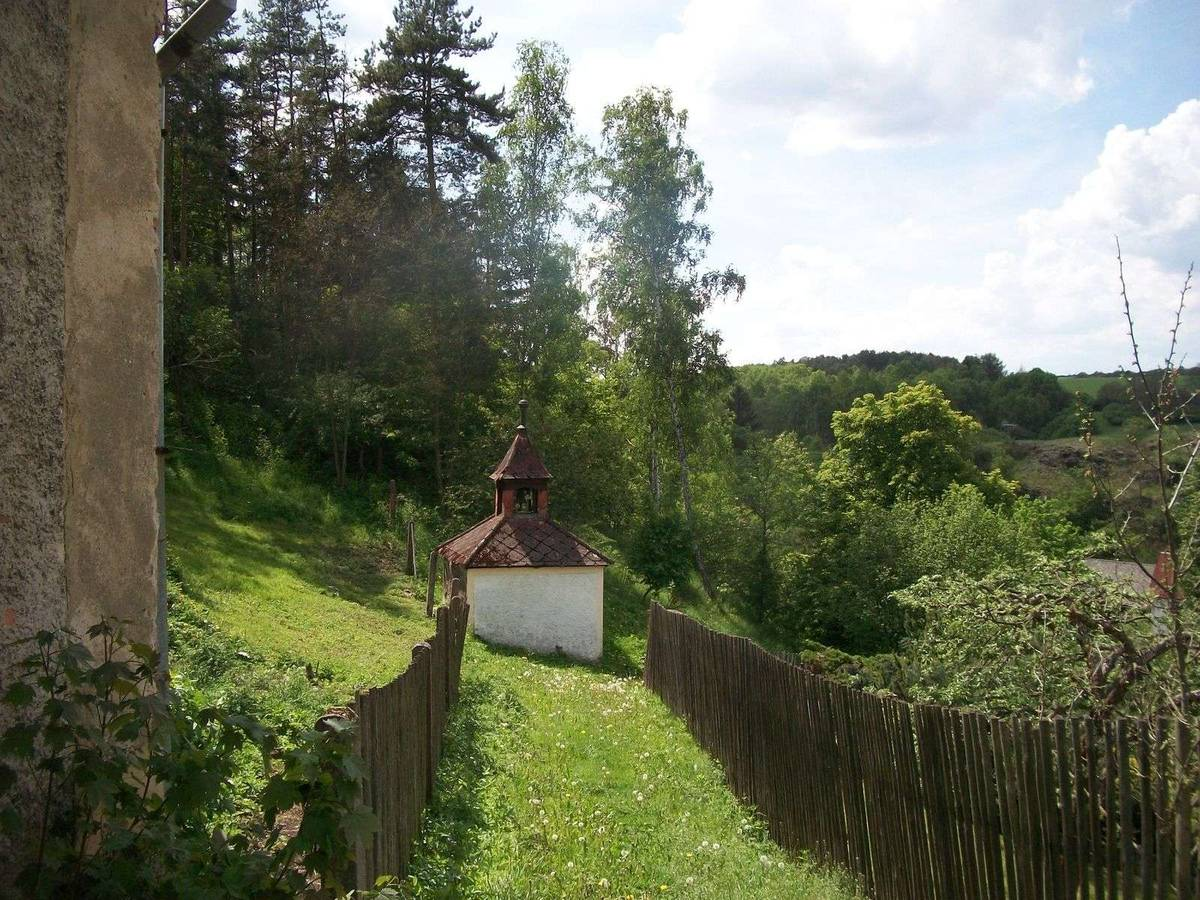
Kaple
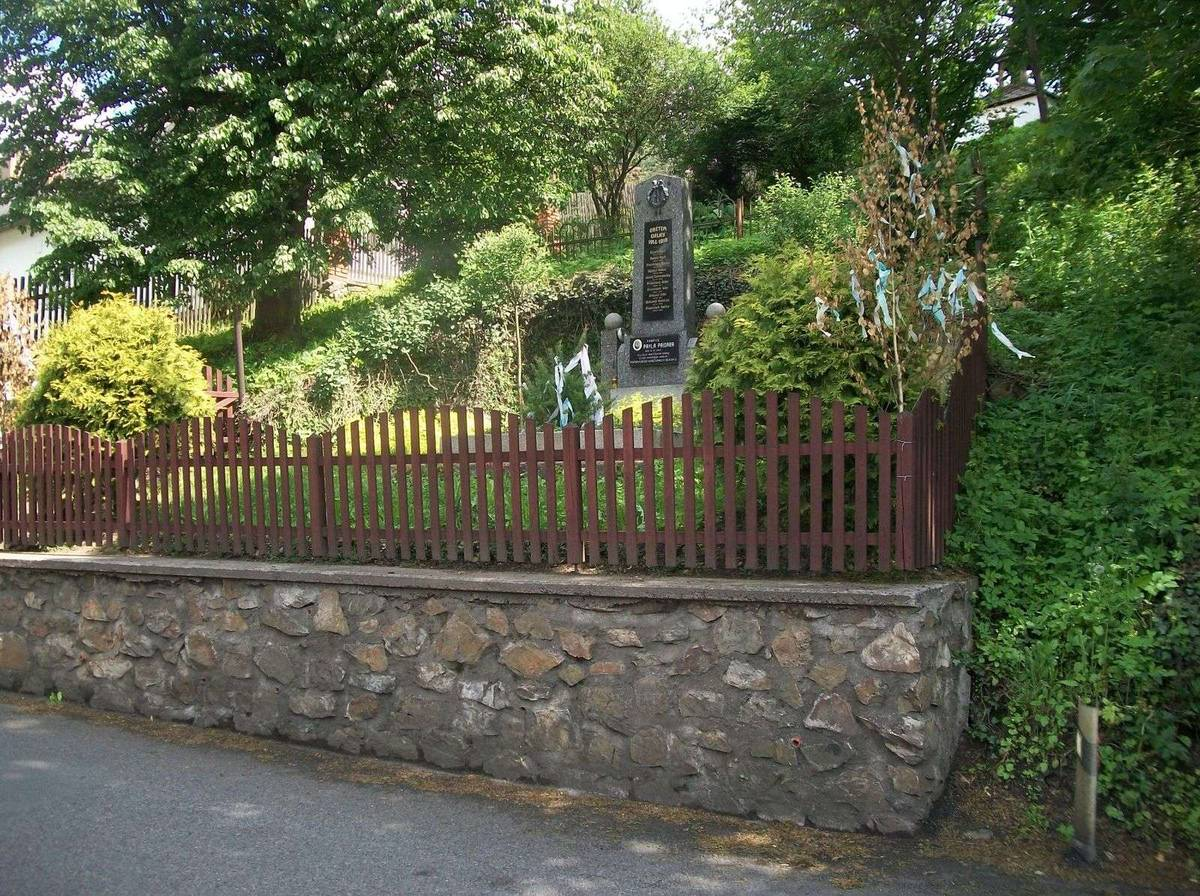
Pomník padlým
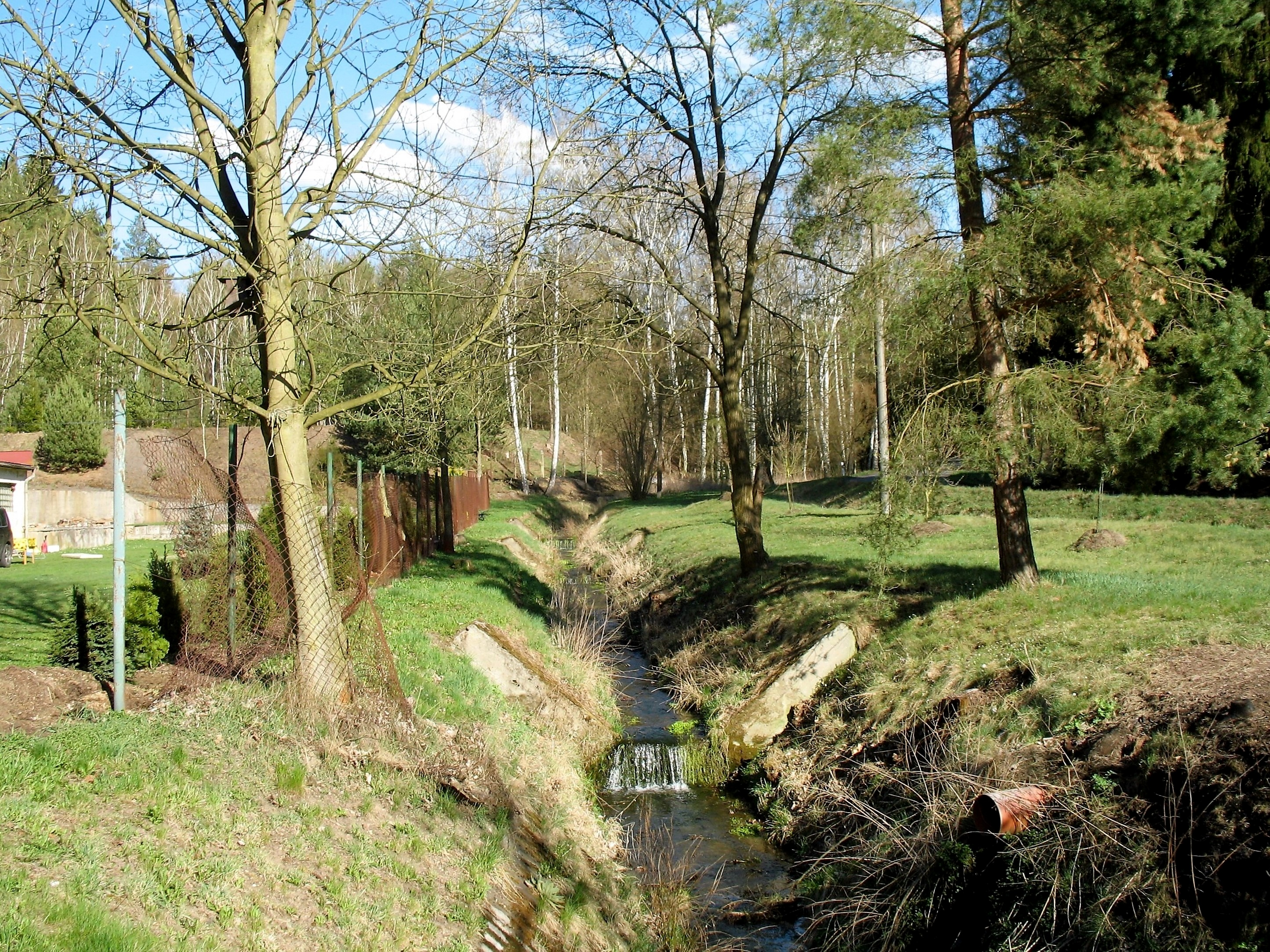
Radnický potok
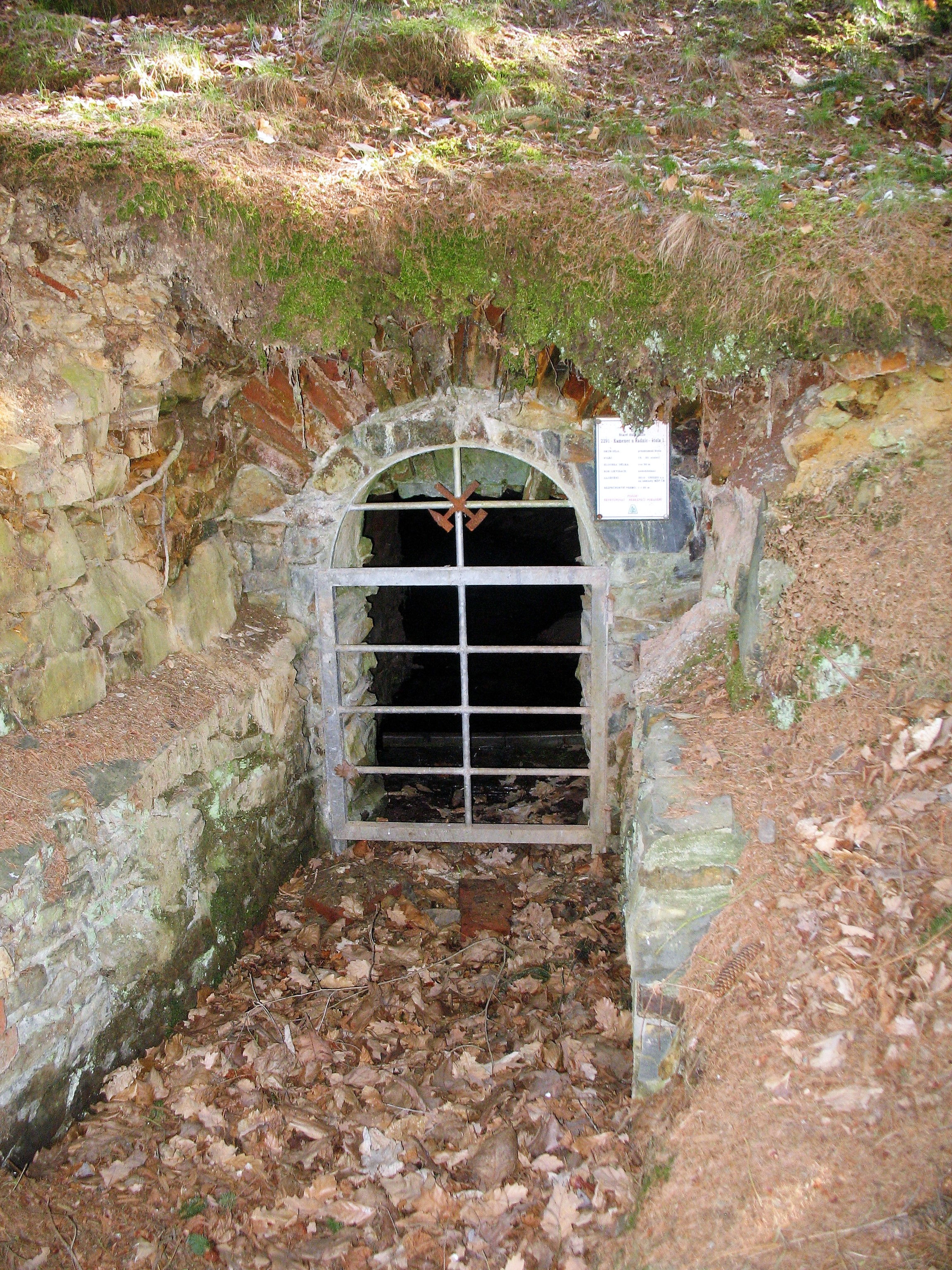
Památka na těžbu břidlice
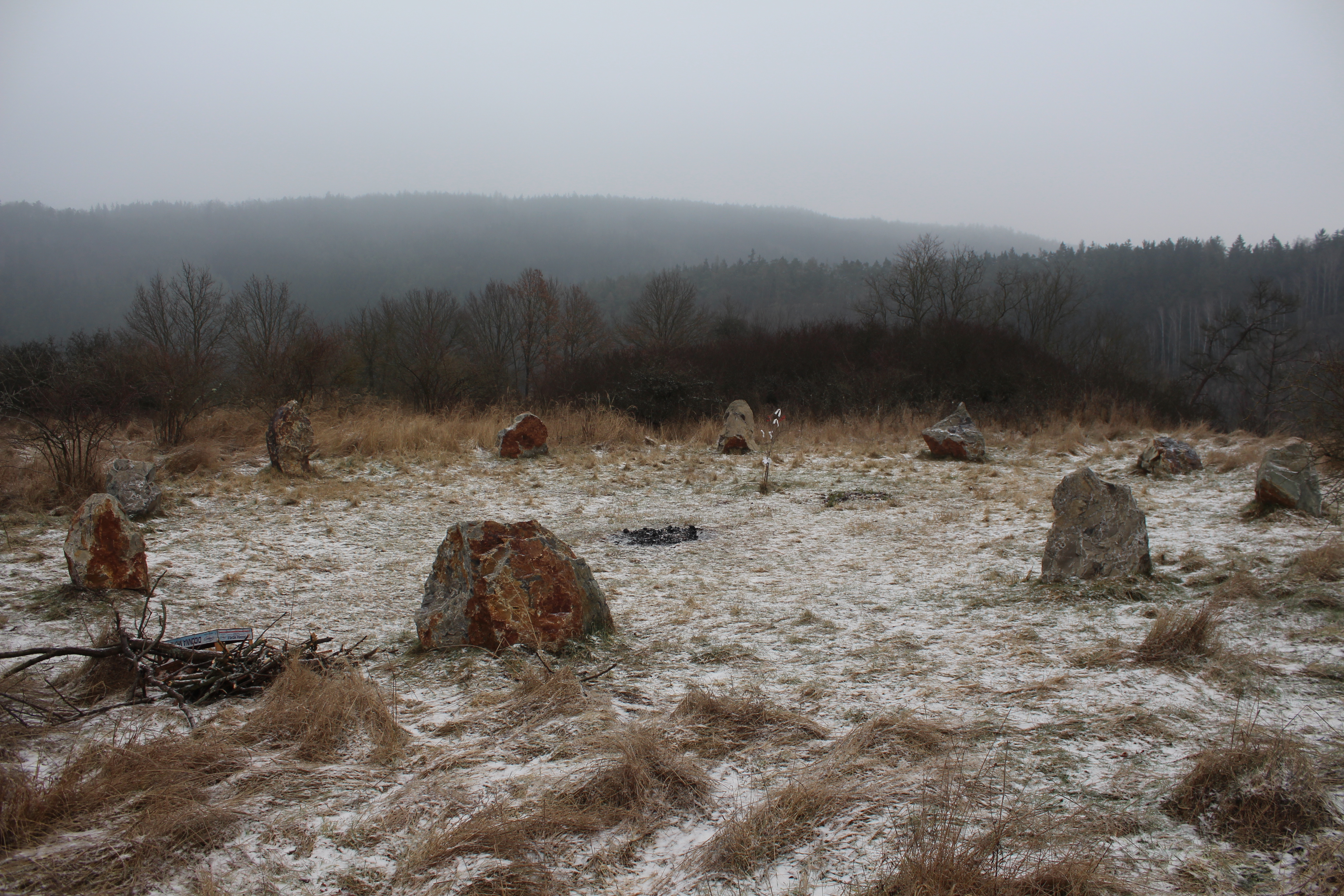
Novodobý kamenný kruh